# Eritrejská lidově osvobozenecká fronta

Vlajka ELOF

Eritrejská lidově osvobozenecká fronta (ELOF) byla jednou z hlavních povstaleckých skupin bojujících za nezávislost Eritreje. Vydělila se v roce 1970 z Eritrejské osvobozenecké fronty (EOF). Ta byla organizována více etnicky jako převážně muslimské uskupení; ačkoliv i v jejích řadách bojovali křesťané, nesl se ozbrojený duch převážně v islámském duchu za podpory některých arabských států. Došlo i k vraždám některých křesťanských bojovníků. ELOF se naproti tomu zformovala na nacionalistických základech jako nacionalistické eritrejské uskupení. Jejími členy byli křesťané i muslimové.
Od roku 1972 do počátku 80. let 20. století stály obě povstalecké skupiny proti sobě. Revoluce v Etiopii a somálský vpád do Ogadenu značně oslabily etiopskou armádu a umožnily oběma frontám obsadit řadu eritrejských měst. Upevnění etiopské vlády Mengistu vedlo, po úspěších v bojích se Somálskem, k novému úderu vůči eritrejským povstalcům. Zatímco EOF byla značně oslabena a musela se nakonec stáhnout do Súdánu, kde se v podstatě rozpadla, ELOF se podařilo, po stažení z několika dříve dobytých měst (Decahambre, Massawa, Keren), tyto útoky ustát a přejít opět do ofenzívy tentokrát bez dalšího domácího soupeře. V roce 1988 ELOF zvítězila v rozhodující bitvě u Afabetu a zmocnila se mnoha etiopských tanků a jiné těžké vojenské techniky. V letech 1989 až 1990 podnikla průlom na jihovýchodě země a obsadila Massawu, která pak byla cílem intenzivních etiopských náletů. V roce 1991 byla dobyta Asmara. Dále pak ELOF podporovala Etiopskou lidovou revoluční demokratickou frontu (ELRDF), které se podařilo obsadit Addis Abebu a svrhnout Mengistův režim.
ELOF se inspirovala maoistickými metodami povstaleckých skupin z jihovýchodní Asie. Rovněž její ideologie byla v podstatě socialistická se silným důrazem na podporu venkovského obyvatelstva. V jejích řadách se vyskytovali nejen rolníci, ale i eritrejští intelektuálové a vysokoškolští studenti. ELOF se významně zasloužila o zvýšení gramotnosti na venkově. V řadě oblastí zpřístupnila i zdravotní péči a veterinární služby (důležité zejména pro pastevecké kmeny).
Klíčovými postavami ELOF byli od počátku Issayas Afeworki a Ramadan Muhamad Nur.